# Municipio de Stapleton
El municipio de Stapleton (en inglés: Stapleton Township) es un municipio ubicado en el condado de Chickasaw en el estado estadounidense de Iowa. En el año 2010 tenía una población de 729 habitantes y una densidad poblacional de 7,7 personas por km².

## Geografía
El municipio de Stapleton se encuentra ubicado en las coordenadas 43°2′25″N 92°8′2″O / 43.04028, -92.13389. Según la Oficina del Censo de los Estados Unidos, el municipio tiene una superficie total de 94.66 km², de la cual 94,63 km² corresponden a tierra firme y (0,03 %) 0,03 km² es agua.

## Demografía
Según el censo de 2010, había 729 personas residiendo en el municipio de Stapleton. La densidad de población era de 7,7 hab./km². De los 729 habitantes, el municipio de Stapleton estaba compuesto por el 95,47 % blancos, el 0,14 % eran afroamericanos, el 4,25 % eran de otras razas y el 0,14 % eran de una mezcla de razas. Del total de la población el 5,49 % eran hispanos o latinos de cualquier raza.